# 社会環境工学科
社会環境工学科（しゃかいかんきょうこうがくか）は、大学の学科のひとつ。一般的に土木工学科の学科名称が改称したものである。
土木技術の教育、研究がなされる。
日本の多くの大学で、工学部、理工学部に属している。

## 社会環境工学科を持つ日本の大学
- 北見工業大学工学部
- 北海学園大学工学部　社会環境工学科 - 2005年4月に土木工学科から改称
- 前橋工科大学工学部　社会環境工学科 - 2007年4月に建設工学科から改称
- 早稲田大学創造理工学部　社会環境工学科 - 1943年理工学部土木工学科として設置　2003年4月に土木工学科から改称
- 近畿大学理工学部、社会環境工学科 - 2002年4月に土木工学科から改称

## 類似の名称学科を持つ日本の大学
- 北海道大学工学部は、環境社会工学科で、社会基盤学コース、国土政策学コース
- 福岡工業大学工学部は社会環境学科となっている。
- 宮崎大学工学部は、社会環境システム工学科
- 東北大学工学部に、建築・社会環境工学科 社会基盤デザインコース、水環境デザインコース、都市システム計画コース
- 大阪工業大学工学部都市デザイン工学科（旧土木工学科）社会地盤環境工学研究室
- 群馬大学は工学部社会環境デザイン学科であった。現・理工学部 物質・環境類 土木環境プログラムに変更

## かつて社会環境工学科を持っていた日本の大学
- 熊本大学工学部は、2018年土木建築学科に
- 名古屋大学工学部は、社会資本工学コースと建築学コースを設けていたが、環境土木・建築学科に変更
- 岩手大学工学部は1992年4月に土木工学科と資源開発工学科から社会環境工学科に改組したが、理工学部 システム創成工学科 社会基盤環境コースに